# Neothemara formosipennis
Neothemara formosipennis är en tvåvingeart som först beskrevs av Walker 1861.  Neothemara formosipennis ingår i släktet Neothemara och familjen borrflugor. Inga underarter finns listade i Catalogue of Life.